# Manuel Baldizón
Manuel Antonio Baldizón Méndez (Flores; 6 de mayo de 1970) es un político, abogado y empresario hotelero guatemalteco. Fue el candidato presidencial del partido Libertad Democrática Renovada (Líder) en dos ocasiones: en las elecciones presidenciales de Guatemala de 2011 y en las de 2015. En la primera de ellas obtuvo el segundo lugar ya en segunda vuelta contra el General Otto Pérez Molina en 2011,  mientras que en la segunda ocasión obtuvo el tercer lugar, detrás de Jimmy Morales y Sandra Torres. Fundador y secretario general del partido político Libertad Democrática Renovada.
Se declaró culpable y fue extraditado por vínculos con el Narcotráfico en el año 2022.Fue extraditado a Guatemala en 2022 para responder a otros casos de corrupción y detenido a su llegada. Fue puesto en libertad en enero de 2023 tras pagar una fianza y reanudó su carrera política.

## Biografía
Manuel Baldizón, es hijo del Profesional de Medicina, Salvador Baldizón Tager, y de Dora Gloria Méndez de Baldizón. El matrimonio procreó a cuatro hijos: Mara y Roberto, quienes al igual que su señor padre actualmente son Profesionales de la Medicina; Salvador, eligió la Licenciatura en Administración de Empresas. El Dr. Manuel Baldizón, siendo muy joven contrajo matrimonio , tuvo dos hijos: Manuel Antonio nacido en 1993 
.

## Actividad política

### Diputado del Congreso
Fue elegido diputado del Congreso de Guatemala por el Partido Avanzada Nacional en 2003, pero se unió a la Unidad Nacional de la Esperanza de Álvaro Colom en el año 2006. Baldizón nuevamente es candidato a diputado y fue elegido como diputado del Congreso en 2007. En el 2010 se separó de la Unidad Nacional de la Esperanza y fundó el partido Libertad Democrática Renovada.

### Candidatura presidencial 2011
Participó como candidato a la presidencia en las elecciones generales de Guatemala de 2011 junto a Raquel Blandón, exesposa del expresidente Vinicio Cerezo. Llegó a la segunda vuelta en su primera participación con 41 años de edad por la presidencia.
El 6 de noviembre de 2011 obtuvo segundo lugar a la presidencia contra el General Otto Pérez Molina de Partido Patriota con un porcentaje de 45.11% y el general con 54.89%.

### Candidatura presidencial 2015

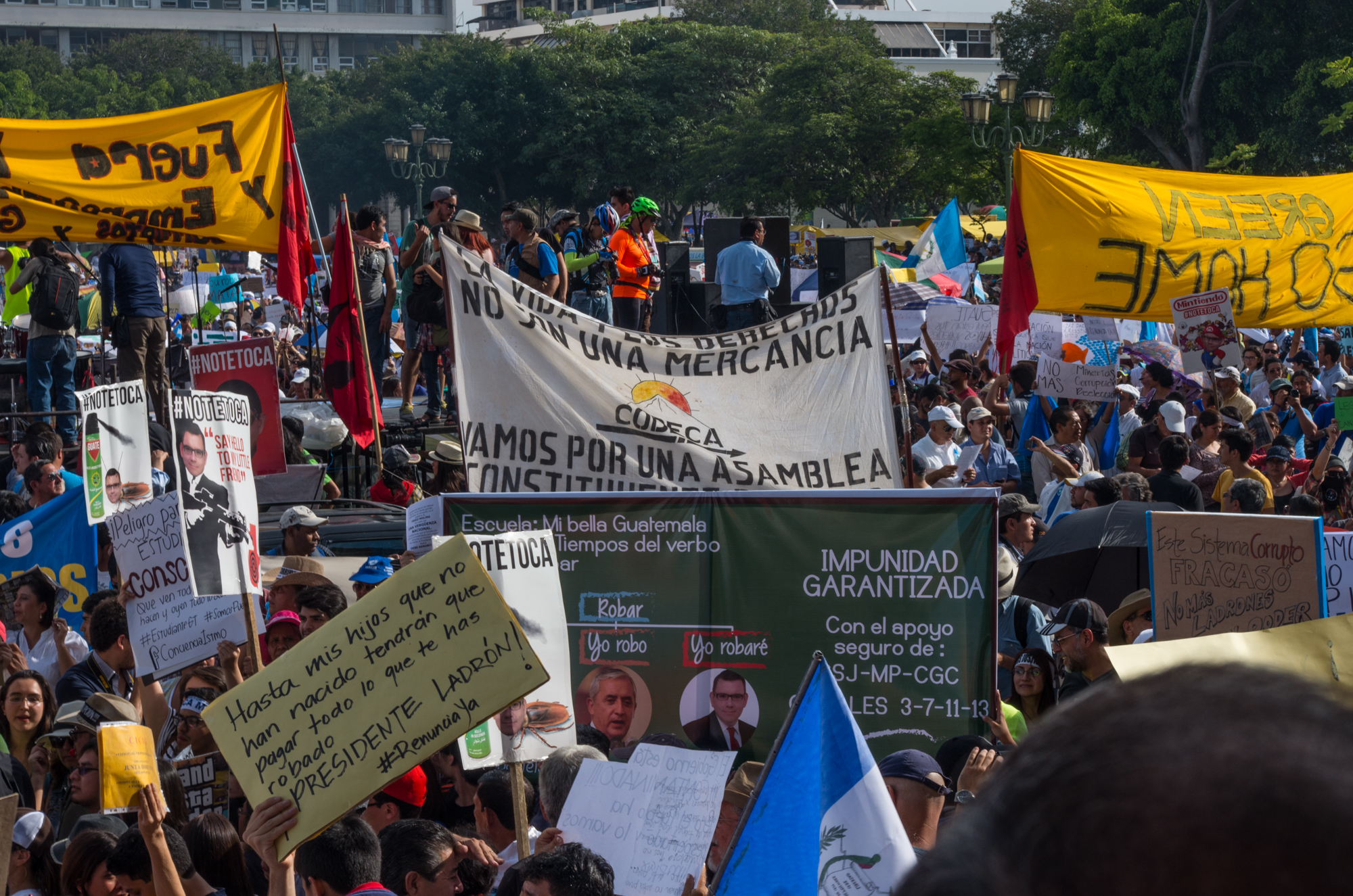
Manifestación del 30 de mayo de 2015

Tan pronto como se inició el gobierno del general retirado Otto Pérez Molina, se dio por descontado que Baldizón sería el candidato presidencial del partido Líder. Previo y durante su candidatura se dieron señalamientos de violación a la Ley Electoral y de Partidos Políticos, entre otros por Campaña Anticipada, pintar propaganda en lugares prohibidos, y uso de símbolos patrios. El 7 de agosto el Tribunal Supremo Electoral prohibió a Líder continuar con la campaña al haber excedido el límite de gastos que indica la ley y estipulado por el propio TSE. El 1 de septiembre Líder es multado nuevamente por continuar la campaña electoral pese a la prohibición del TSE.
El partido Líder, que postula a Baldizón a la presidencia, ha sido uno de los más atacados por su propaganda «¡Te Toca, Guatemala!» luego de que la Comisión Internacional Contra la Impunidad de Guatemala revelara severos casos de corrupción en las aduanas y en el Instituto Guatemalteco de Seguridad Social; casos que han provocado un fuerte rechazo de la población guatemalteca hacia los políticos tradicionales y lo que se ha llamado la «clase política». 
Varios de los mítines de Líder fueron interrumpidos por personas con pancartas que decían «¡No te toca, Baldizón!», al punto que el partido decidió suspender reuniones en lugares públicos para evitar más confrontaciones.  Los enfrentamientos continuaron el lunes 25 de mayo, cuando simpatizantes de Baldizón bloquearon las calles aledañas al Tribunal Supremo Electoral mientras Baldizón recibía sus credenciales para participar como candidato presidencial, y hubo altercados con opositores que gritaban «¡No te toca!», lo que obligó al Tribunal a cerrar sus puertas como medida de precaución. Así como también hubo enfrentamientos en otras localidades en donde se llevaban a cabo actividades del partido.
El vicepresidenciable de la planilla Líder, Édgar Barquín es señalado por el Ministerio Público y la Comisión Internacional Contra la Impunidad en Guatemala (CICIG) de integrar una red de lavado de dinero.
Luego de su retiro de la contienda electoral el ya excandidato presidenciable denunció públicamente fraude electoral en la primera vuelta en  las elecciones presidenciales de Guatemala del 2015.

#### Controversia de campaña #TeToca
Gran parte de la población guatemalteca se manifestó inconforme por la corrupción que afecta al país y que las manifestaciones pacíficas por ese sentir han incluido el malestar de la población de tener su candidatura a la Presidencia del país, convirtiéndose en fenómenos en las redes sociales protestas como #NoTeToca, haciendo alusión a la campaña que utilizó y al eslogan «Le Toca», siguiendo la supuesta tradición electoral que la «tercera es la vencida». Sin embargo el efecto provocado fue la división del voto y la retracción de sus partidarios, pasando de tener la mayor intención de voto a quedar en tercer lugar durante las elecciones de septiembre del 2015 quedando así eliminado de la segunda vuelta electoral celebrada en octubre. 
Tras la apertura de la campaña electoral para las Elecciones generales de Guatemala de 2015 y utilizando el eslogan «Le Toca», misma campaña que fue sancionada por el Tribunal Supremo Electoral de Guatemala tanto por campaña anticipada como por la utilización de los símbolos patrios .

#### Controversia por plagio de textos y Frase Le Toca
El 20 de enero de 2014, Baldizón presentó su libro Rompiendo Paradigmas en la librería Sophos.  Cuando se descubrió que varias secciones del libro habían sido plagiadas de otros autores y de sitios de internet, fue criticado duramente por la prensa, los medios, y otras entidades públicas. Ante este acto fue sancionado y obligado a cambiar el texto de todo el libro haciendo referencia a los libros en las cuales copió los párrafos y frases de los autores.
Algo similar ocurrió con el eslogan publicitario «Le Toca»: originalmente un lema de la candidatura de Jimmy Morales, el equipo propagandístico de Baldizón se adueñó de este para impulsar su candidatura a un grado cultural debido a que en todos los procesos anteriores el que perdía la elección anterior sería elegido presidente. Tras la investigación de la Comisión Internacional Contra la Impunidad en Guatemala y del Ministerio Público que resultó en el Caso de La Línea, las clases medias urbanas empezaron a mostrar su repudio hacia el sistema tradicional de partidos políticos e iniciaron la campaña «No Te Toca», ya que consideraban que Manuel Baldizón no era una persona apta para ser electo como presidente.[cita requerida]

### Renuncia a Líder
Tras diversas controversias y quedar en tercer lugar durante las elecciones de septiembre, Manuel Baldizón anunció su dimisión del puesto como secretario y candidato a la presidencia por Líder, anunciando así su retirada del mundo político aduciendo un «linchamiento político».

## Captura y procesos legales con la justicia
El 20 de enero de 2018, fue capturado al entrar ilegalmente a Estados Unidos y acusado por la Oficina Federal de Investigación (FBI, por sus siglas en inglés) acusado de un supuesto delito de lavado de dinero y conspiración.
Al siguiente día fue acusado por el Ministerio Público de Guatemala de haber recibido sobornos de la constructora brasileña Odebrecht. Esto generó cierta confusión, debido a que se creía que la captura había sido por este caso, pero luego se aclaró que la razón de su captura en Estados Unidos fue por un caso diferente por el cual sería juzgado al ser deportado a Guatemala.
En noviembre del 2019 se declaró culpable de lavado de dinero y fue sentenciado a más de cuatro años (50 meses) de cárcel en Estados Unidos. La Fiscalía del Distrito Sur de Florida documentó que el excandidato «aceptó contribuciones de campaña sabiendo que fueron entregada por traficantes y que eran ganancias del narcotráfico» y realizó una serie de transacciones financieras con ese dinero en EE. UU., incluyendo la compra de propiedades en Miami.
Fue extraditado a Guatemala en 2022 para responder a otros casos de corrupción y detenido a su llegada. Fue puesto en libertad en enero de 2023 tras pagar una fianza y reanudó su carrera política, presentándose como candidato al Parlamento en 2023. La obtención de un escaño en el parlamento le otorgaría inmunidad judicial.

## Lectura recomendada
- «La entrevista completa de Martín Rodríguez en CNN para desmentir a Baldizón». Nómada. Guatemala. 30 de julio de 2015. Archivado desde el original el 2 de agosto de 2015. Consultado el 2 de agosto de 2015.